# Port lotniczy Dembidolo
Port lotniczy Dembidolo (IATA: DEM, ICAO: HADD) – port lotniczy położony w Dembidolo, w regionie Oromia, w Etiopii.

## Kierunki lotów i linie lotnicze
| Linia Lotnicza     | Kierunek          |
| ------------------ | ----------------- |
| Ethiopian Airlines | 1. Beica 2. Gorie |